# Huit masculin aux Jeux olympiques d'été de 2008
Pour un article plus général, voir Aviron aux Jeux olympiques d'été de 2008.
Navigation
Athènes 2004 Londres 2012
L'épreuve masculine de huit aux Jeux olympiques de 2008 s'est déroulée du 9 au 16 août 2008 sur le Parc aquatique olympique de Shunyi.

## Horaires
Les temps sont donnés en heure standard de la Chine (UTC+8)
| Date                  | Temps       | Série          |
| --------------------- | ----------- | -------------- |
| Samedi, 9 août 2008   | 15:10-15:30 | Qualifications |
| Lundi, 11 août 2008   | 17:10-17:20 | Repêchage      |
| Samedi 16 août 2008   | 15:20-15:30 | Finale B       |
| Dimanche 17 août 2008 | 17:30-17:40 | Finale A       |

### Qualifications

#### Qualifications 1
| Classement | Athlète                                                                                              | Pays      | Temps         | Notes |
| ---------- | --- | --------- | ------------- | ----- |
| 1          | Light, Rutledge, Byrnes, Wetzel, Howard, Seiterle, Kreek, Hamilton, Price                            | Canada    | 5 min 27 s 69 | FA    |
| 2          | Kosiorek, Stawowski, P. Brzeziński, Kruszkowski, Hejmej, M. Brzeziński, Gutorski, Burda, Trojanowski | Pologne   | 5 min 34 s 95 | R     |
| 3          | Siegelaar, Blink, Klem, Klaassen, Kuiper, Steenman, van Andel, Simon, Wiersum                        | Pays-Bas  | 5 min 40 s 43 | R     |
| 4          | Dennis, Loch, Chapman, Laurich, Stevenson, Tomkins, Conrad, Stewart, Rabjohns                        | Australie | 6 min 55 s 59 | R     |

#### Qualifications 2
| Classement | Athlète                                                                            | Pays            | Temps         | Notes |
| ---------- | ---------------------------------------------------------------------------------- | --------------- | ------------- | ----- |
| 1          | Partridge, Stallard, Lucy, Egington, West, Heathcote, Langridge, Smith, Nethercott | Grande-Bretagne | 5 min 25 s 89 | FA    |
| 2          | Hoopman, Schnobrich, Boyd, Allen, Walsh, Coppola, Inman, Volpenhein, McElhenney    | États-Unis      | 5 min 29 s 60 | R     |
| 3          | Qu, J. Wang, Liu, He, Zheng, Zhou, Y. Zhang, X. Wang, D. Zhang                     | Chine           | 5 min 35 s 09 | R     |
| 4          | Eichner, Schmidt, Flach, Naruhn, Urban, Mennigen, Wilke, Penkner, Thiede           | Allemagne       | 5 min 37 s 56 | R     |

### Repêchage
Qualification Rules: 1-4→FA, 5..→FB
| Classement | Athlète                                                                                              | Pays       | Temps         | Notes |
| ---------- | --- | ---------- | ------------- | ----- |
| 1          | Hoopman, Schnobrich, Boyd, Allen, Walsh, Coppola, Inman, Volpenhein, McElhenney                      | États-Unis | 5 min 38 s 95 | FA    |
| 2          | Siegelaar, Blink, Klem, Klaassen, Kuiper, Steenman, van Andel, Simon, Wiersum                        | Pays-Bas   | 5 min 40 s 31 | FA    |
| 3          | Dennis, Loch, Chapman, Laurich, Stevenson, Tomkins, Conrad, Stewart, Rabjohns                        | Australie  | 5 min 42 s 62 | FA    |
| 4          | Kosiorek, Stawowski, P. Brzeziński, Kruszkowski, Hejmej, M. Brzeziński, Gutorski, Burda, Trojanowski | Pologne    | 5 min 42 s 92 | FA    |
| 5          | Qu, J. Wang, Liu, He, Zheng, Zhou, Y. Zhang, X. Wang, D. Zhang                                       | Chine      | 5 min 42 s 97 | FB    |
| 6          | Eichner, Schmidt, Flach, Naruhn, Urban, Mennigen, Wilke, Penkner, Thiede                             | Allemagne  | 5 min 47 s 05 | FB    |

### Finale B
| Classement | Athlète                                                                  | Pays      | Temps         | Notes |
| ---------- | ------------------------------------------------------------------------ | --------- | ------------- | ----- |
| 1          | Qu, J. Wang, Liu, He, Zheng, Zhou, Y. Zhang, X. Wang, D. Zhang           | Chine     | 5 min 34 s 59 |       |
| 2          | Eichner, Schmidt, Flach, Naruhn, Urban, Mennigen, Wilke, Penkner, Thiede | Allemagne | 5 min 36 s 89 |       |

### Finale A
| Classement | Athlète                                                                                              | Pays            | Temps         | Notes |
| ---------- | --- | --------------- | ------------- | ----- |
|            | Light, Rutledge, Byrnes, Wetzel, Howard, Seiterle, Kreek, Hamilton, Price                            | Canada          | 5 min 23 s 89 |       |
|            | Partridge, Stallard, Lucy, Egington, West, Heathcote, Langridge, Smith, Nethercott                   | Grande-Bretagne | 5 min 25 s 11 |       |
|            | Hoopman, Schnobrich, Boyd, Allen, Walsh, Coppola, Inman, Volpenhein, McElhenney                      | États-Unis      | 5 min 25 s 34 |       |
| 4          | Siegelaar, Blink, Klem, Klaassen, Kuiper, Steenman, van Andel, Simon, Wiersum                        | Pays-Bas        | 5 min 29 s 26 |       |
| 5          | Kosiorek, Stawowski, P. Brzeziński, Kruszkowski, Hejmej, M. Brzeziński, Gutorski, Burda, Trojanowski | Pologne         | 5 min 31 s 42 |       |
| 6          | Dennis, Loch, Chapman, Laurich, Stevenson, Tomkins, Conrad, Stewart, Rabjohns                        | Australie       | 5 min 35 s 10 |       |

## Note
- Cet article est partiellement ou en totalité issu de l'article intitulé « Résultats détaillés des épreuves d'aviron aux Jeux olympiques d'été de 2008 » (voir la liste des auteurs).